# Ford Escort (Vereinigte Staaten)
Der Ford Escort war ein von Frühjahr 1981 bis Anfang 2003 vom US-amerikanischen Automobilhersteller Ford gebautes Modell der unteren Mittelklasse.
Der Escort löste den Ford Pinto und den aus Köln importierten Ford Fiesta I ab; sein Nachfolger war der nordamerikanische Ford Focus. Wichtigste Konkurrenten waren Chevrolet Chevette, Dodge Omni und Plymouth Horizon. Die Coupé-Version des ersten Escort trug den Namen Ford EXP. Die Parallelmodelle der Schwestermarke Mercury trugen die Bezeichnung Mercury Lynx, später Mercury Tracer. Eine vom Escort abgeleitete Stufenhecklimousine trug den Namen Ford Tempo.

## Erste Generation (1981–1990)
Im Frühjahr 1981 präsentierte Ford den neuen Escort, der dem europäischen Modell zwar ähnlich sah, sich im Detail von diesem aber wesentlich unterschied.
Den Escort gab es zunächst nur als dreitürige Schräghecklimousine. Ab Anfang 1982 standen auch die fünftürige Variante und der fünftürige Kombi zur Verfügung.
Das Modellprogramm gliederte sich anfangs in Basis, L, GL, GLX und den sportlich aufgemachten SS. Den Antrieb übernahm ein 1,6 Liter großer, von Ford Europa übernommener CVH-Vierzylinder mit 66 PS (48,5 kW), gepaart mit einem Viergang-Schaltgetriebe oder einer Dreigang-Automatik.
Im Frühjahr 1982 kam eine „Hochleistungs“-Variante des Vierzylinders hinzu, die 81 PS (59,5 kW) leistete, während das Basistriebwerk nun 71 PS (52 kW) leistete. Der SS wurde in GT umbenannt.
1983 führte Ford eine Einspritzversion des 1,6-Liters ein (89 PS/65 kW), gleichzeitig entfiel das karg ausgestattete Grundmodell. Ab 1984 waren zudem ein von Mazda gefertigter Zweiliter-Dieselmotor (53 PS/39 kW), ein 1,6-Liter mit Turbolader (122 PS/90 kW) und ein Fünfganggetriebe erhältlich.
Für das Modelljahr 1985 wurde das Modellangebot gestrafft, der GT entfiel.
Im Frühjahr 1985 debütierte zudem der Jahrgang „1985 ½“ des Escort mit optischen Retuschen (bündige Scheinwerfer, geänderte Front- und Heckpartien) und 1,9-Liter-Vierzylinder (87–109 PS/64–80 kW), wobei der Turbo entfiel und der Diesel unverändert angeboten wurde. Das Angebot umfasste nun die Modellserien L, GL und GT sowie einen Einstiegs-Dreitürer in Basisversion, der ab 1986 den Namen Escort Pony trug. 1987 erhielten alle 1,9-Liter-Motoren eine Saugrohreinspritzung und leisteten 91/117 PS (67/86 kW). 1987 entfiel außerdem der Dieselmotor.

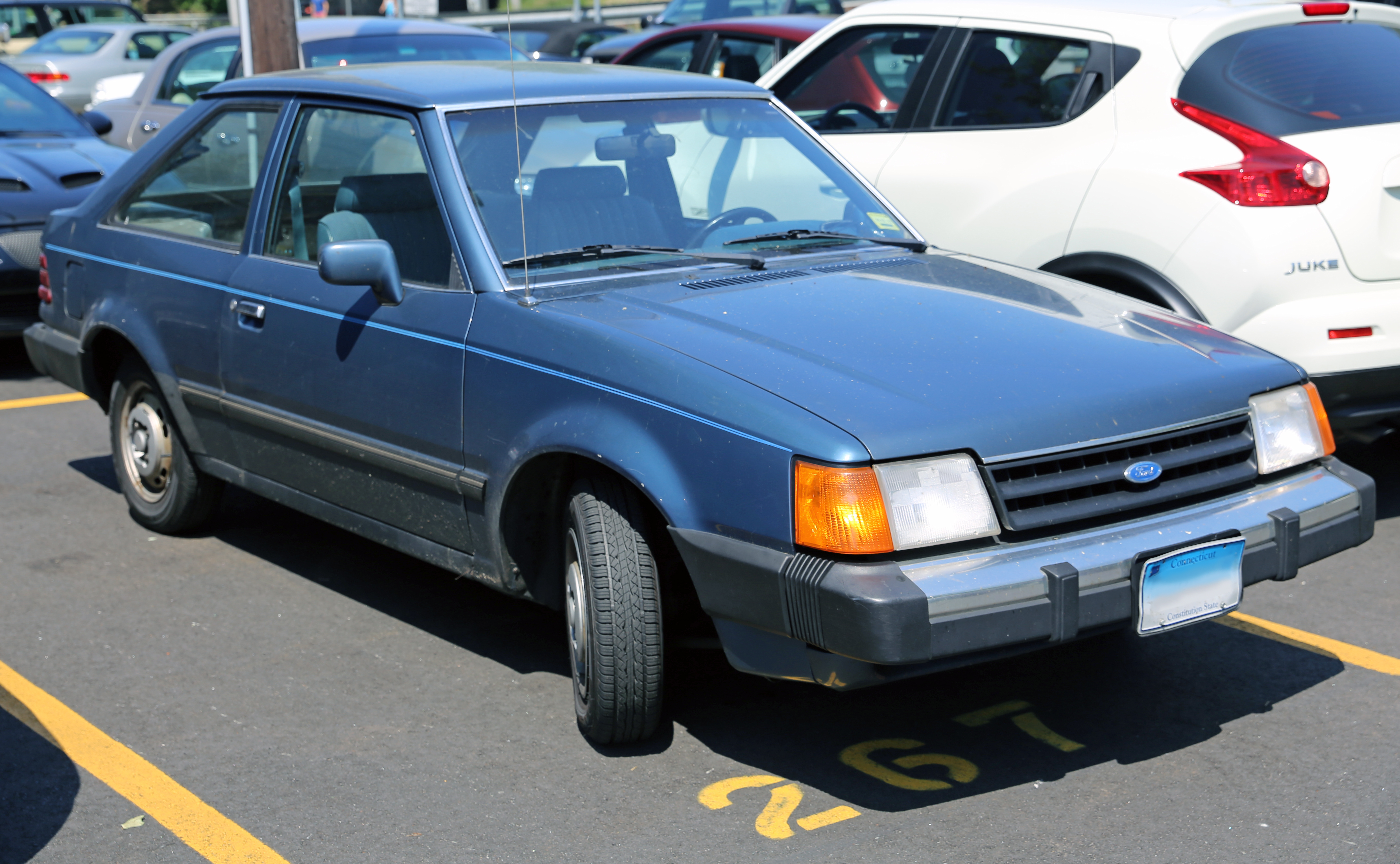
Ford Escort Dreitürer (1985–1988)
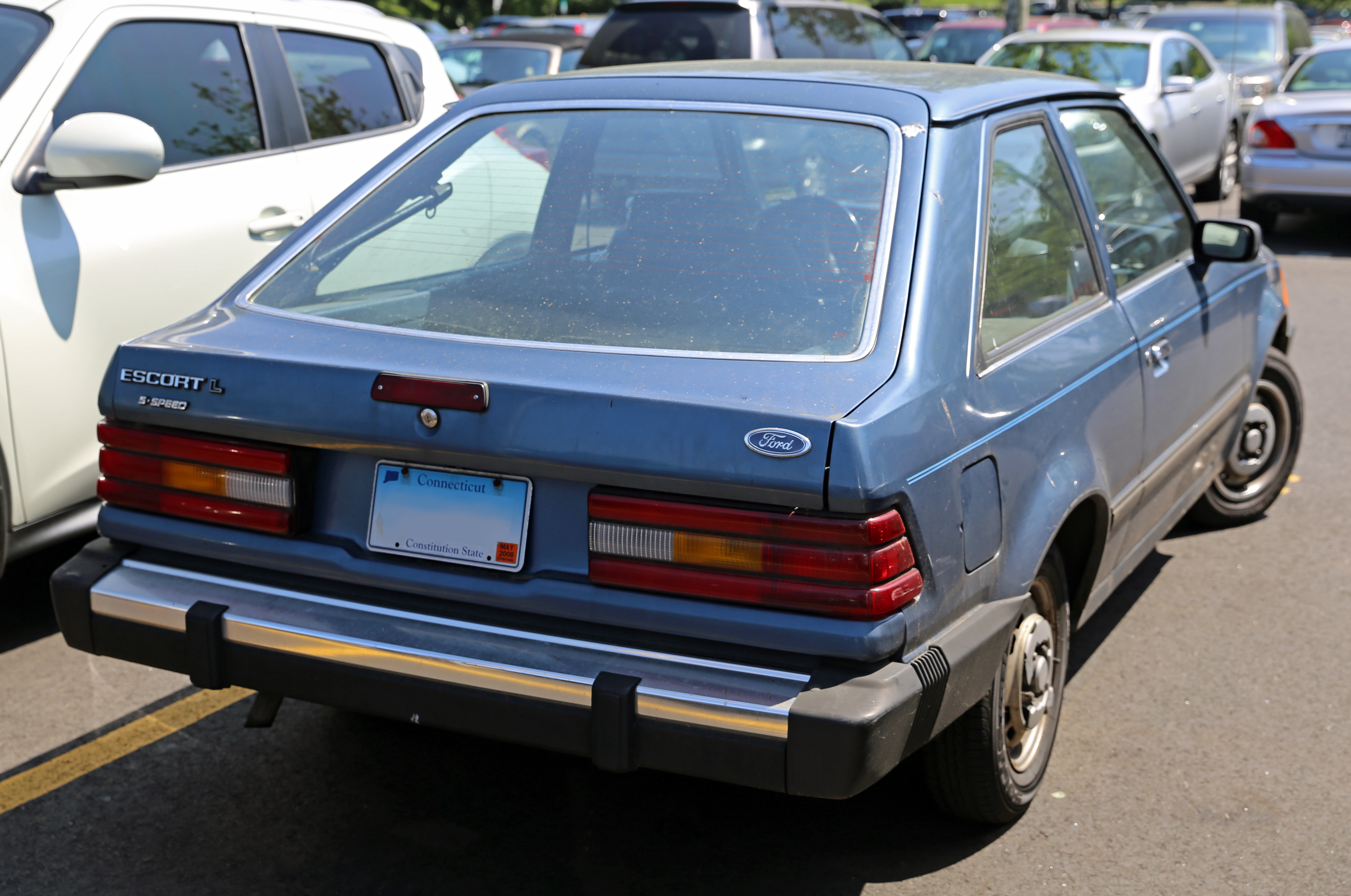
Heckansicht

Im Frühjahr 1988 erhielt der Escort ein weiteres Facelift mit flacherer Frontpartie und geänderten Heckleuchten; das Programm umfasste nun Pony, L, GL, LX und GT. 1989 entfielen L und GL und 1990 sank die Leistung des HO-Vierzylinders auf 112 PS (82 kW).
Bis zum Auslaufen der ersten Escort-Generation im Sommer 1990 wurden insgesamt rund 3,37 Millionen Exemplare hergestellt (ohne 1990, da Zahlen nicht verfügbar). In den 1980er-Jahren war der Escort mehrmals das meistverkaufte Auto Nordamerikas.

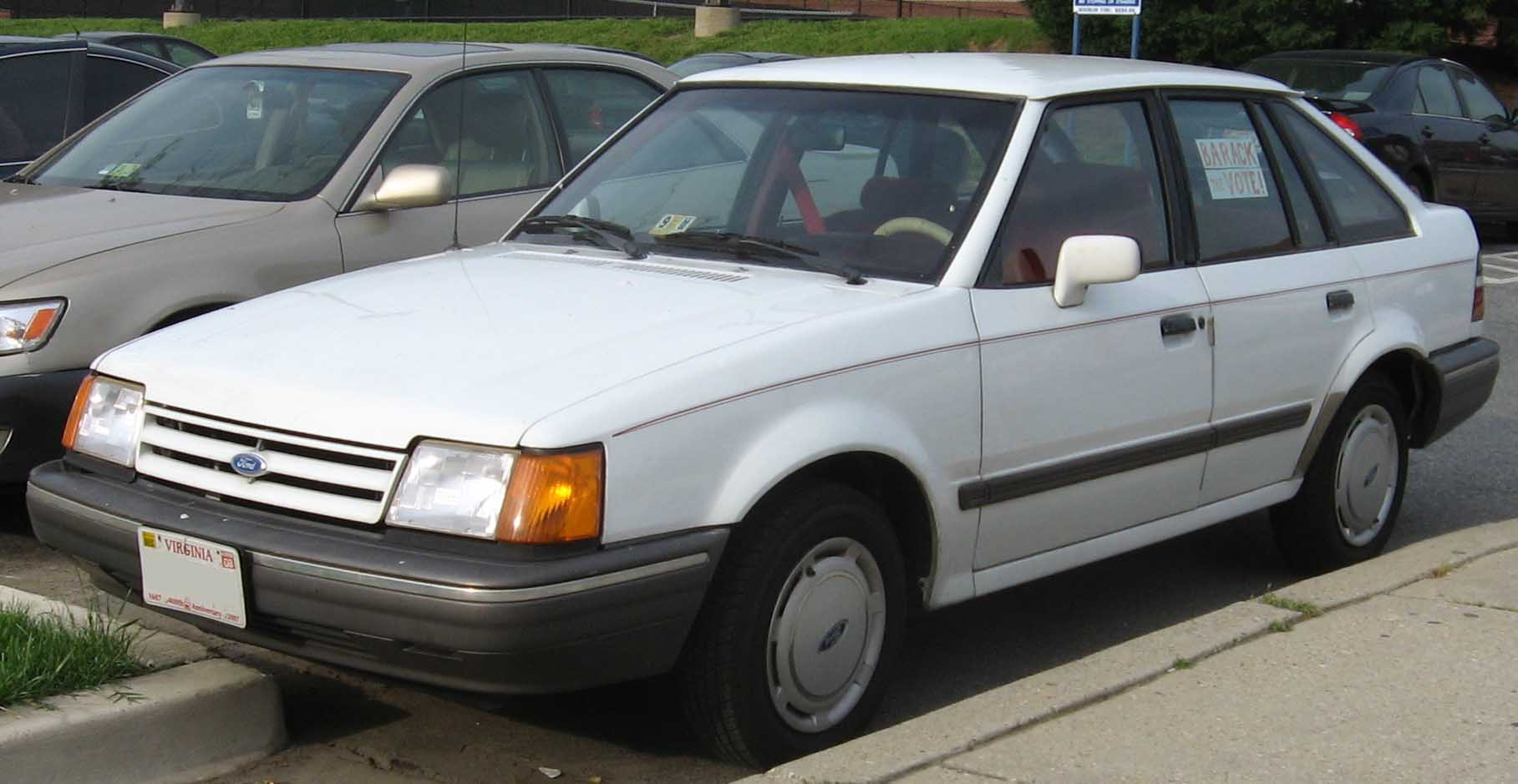
Ford Escort Fünftürer (1988–1990)
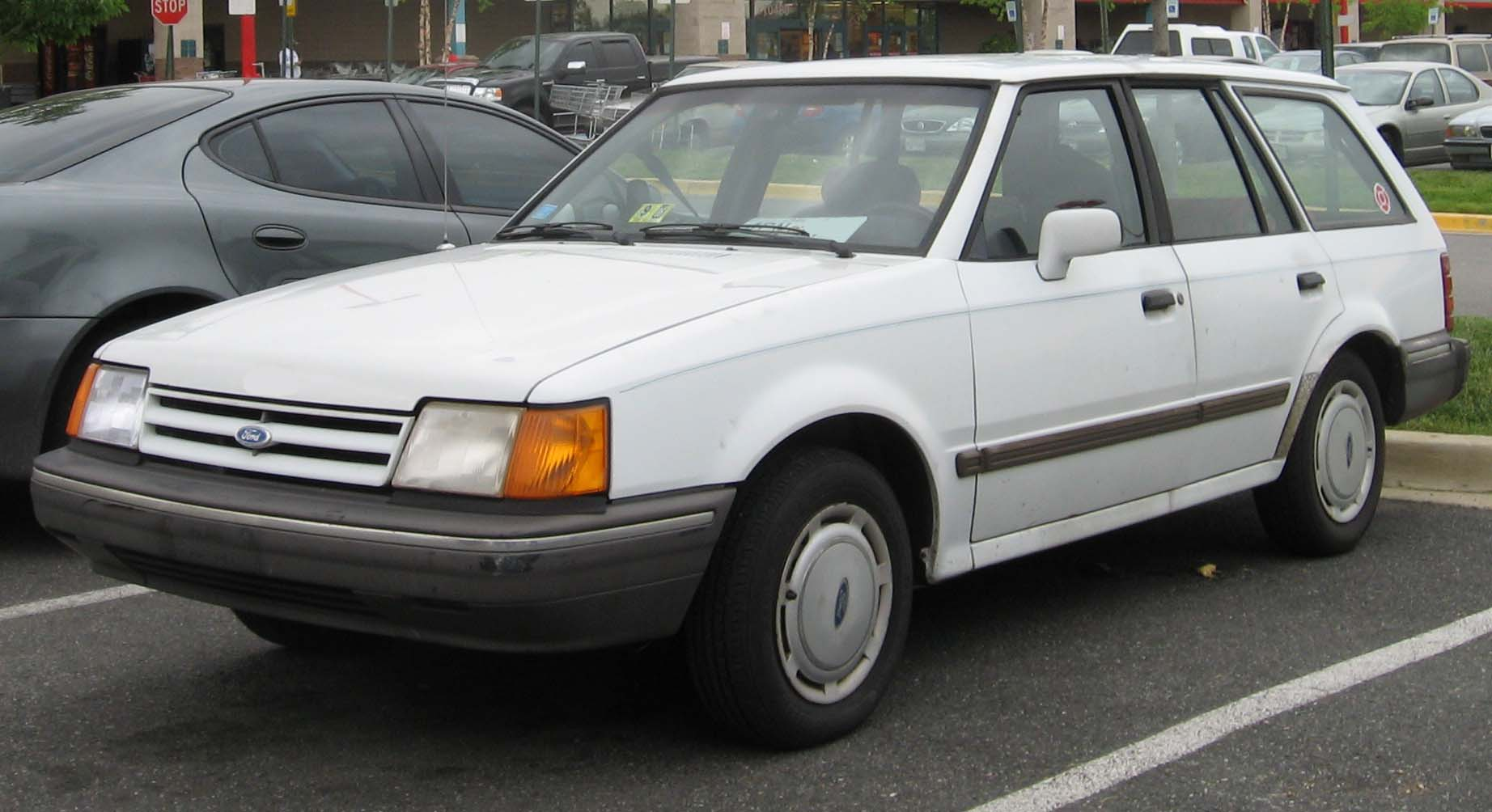
Ford Escort Wagon (1988–1990)

## Zweite Generation (1990–1997)
Im Sommer 1990 erschien auf längerem Radstand (250 statt 239 cm) ein gänzlich neuer Escort, der nicht mehr mit dem europäischen Modell gleichen Namens verwandt war, sondern auf dem zeitgenössischen Mazda 323 basierte. Wie zuvor wurden drei- und fünftürige Schräghecklimousinen und ein fünftüriger Kombi sowie die Ausstattungsversionen Pony, LX und GT angeboten. Im Motorraum verrichteten der aus dem Vorgänger bekannte 1,9-Liter-Vierzylinder oder, im GT, ein von Mazda stammender DOHC-Vierzylinder von ebenfalls 1,9 Litern Hubraum (129 PS / 95 kW) ihren Dienst; Fünfgang-Schaltgetriebe oder Viergang-Automatik standen zur Wahl.
1992 entfiel die Bezeichnung Pony für das Grundmodell und der DOHC-Motor war im LX-E mit der LX-Ausstattung kombinierbar.
1994 wurde der LX-E wieder gestrichen und ein Fahrerairbag war in allen Versionen Teil der Serienausstattung. Im Jahr darauf erhielt der Escort ein neues Armaturenbrett.
Vom Escort der zweiten Generation wurden bis Frühjahr 1996 insgesamt 1,74 Millionen Exemplare gebaut.

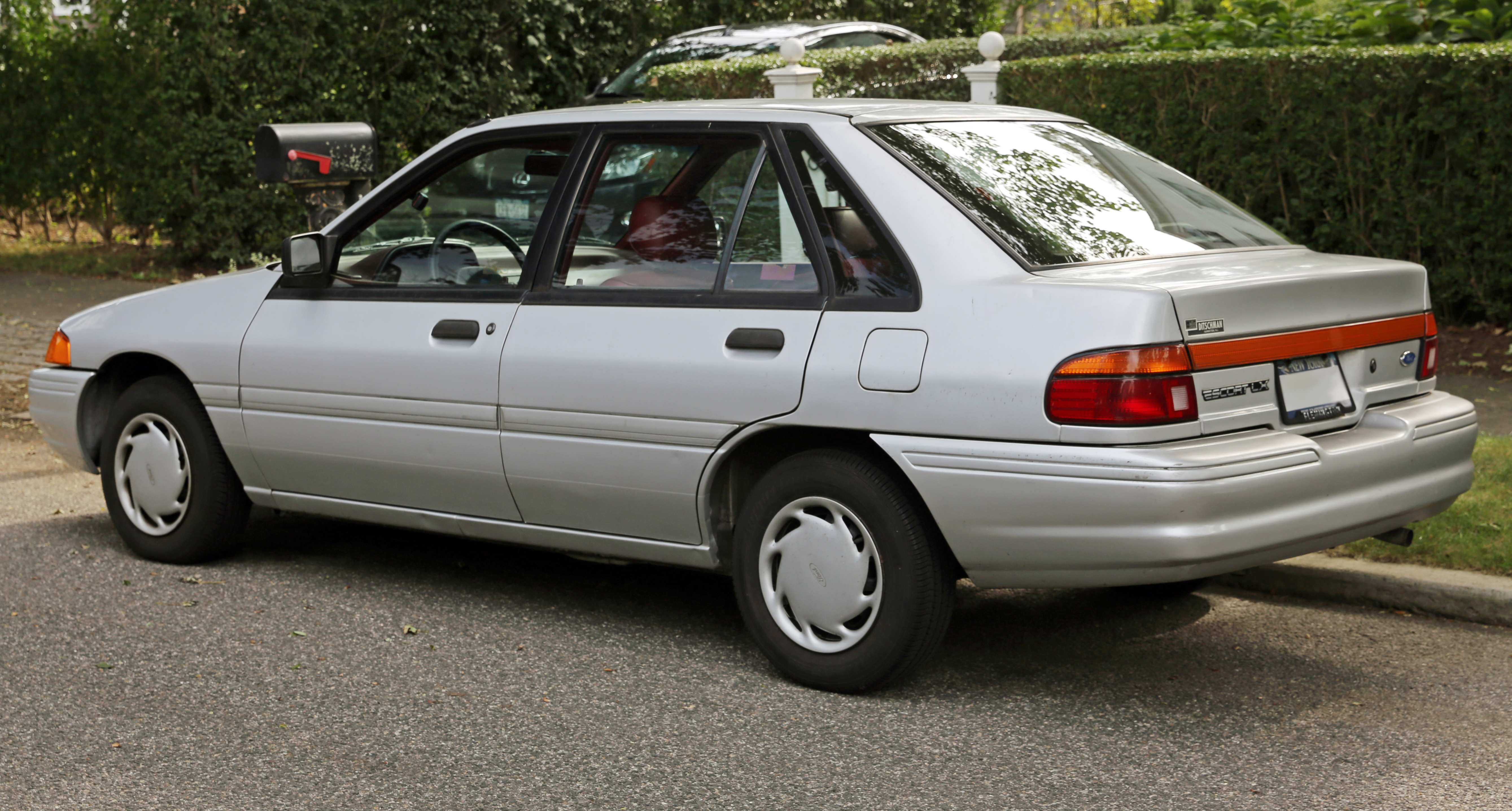
Heckansicht
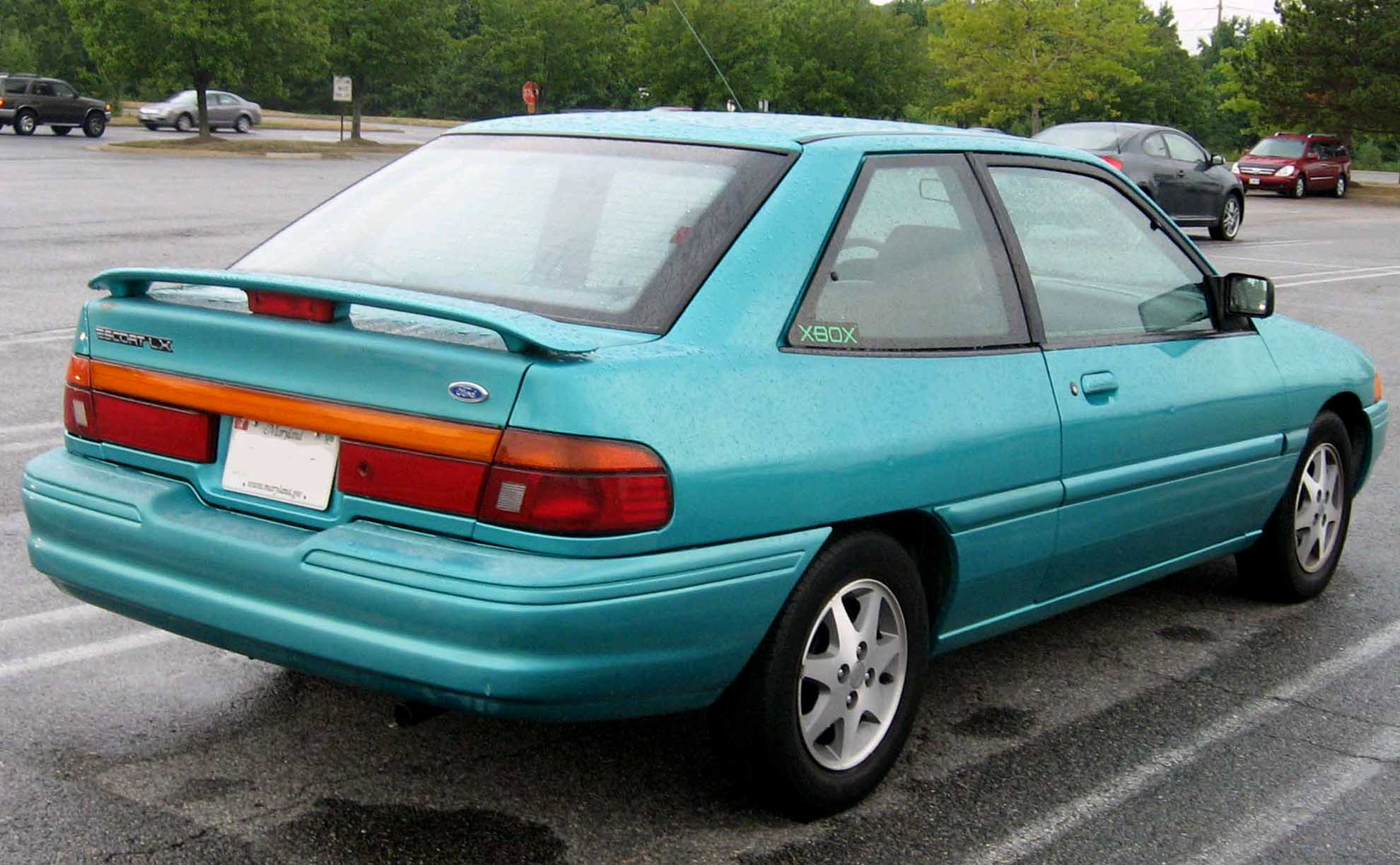
Ford Escort Dreitürer (1990–1997)
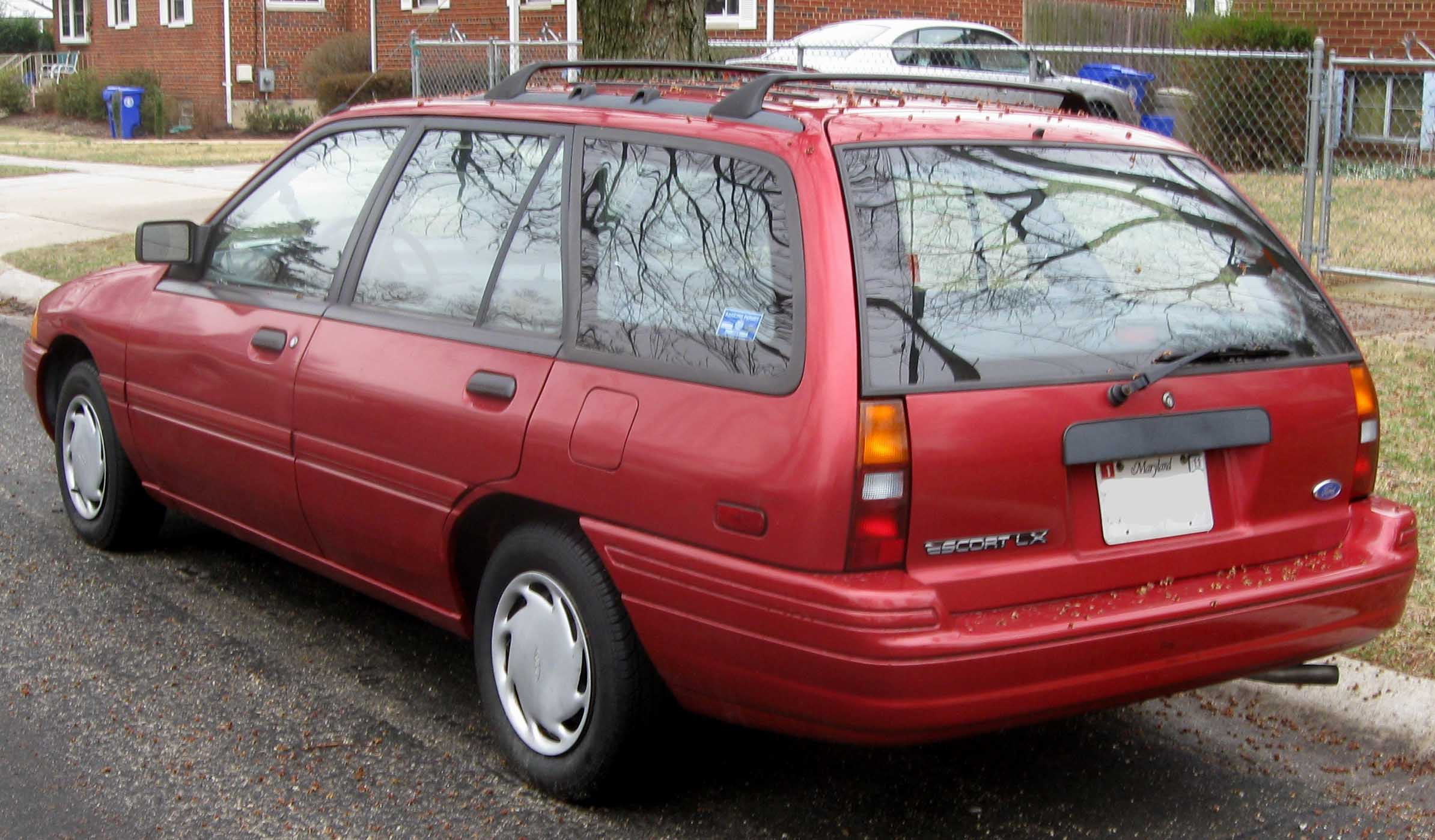
Ford Escort Wagon (1990–1997)

## Dritte Generation (1997–2003)
Im Frühjahr 1996 stellte Ford zum Modelljahr 1997 den Escort der dritten Generation vor, der wiederum auf einer Mazda-Plattform aufbaute und den es, anders als die Vorgänger, als viertürige Stufenhecklimousine und als fünftürigen Kombi in den Ausstattungslinien Basis und LX gab. Der Kombi behielt das Heck der zweiten Generation. Angetrieben wurde er von einem neuen OHC-Zweiliter-Vierzylinder, der seine Kraft über ein Fünfgang-Schaltgetriebe oder eine Viergang-Automatik übertrug. Ab 1998 hießen die Ausstattungsvarianten LX und SE.
Ab Mitte 2000 entfiel der Kombi. Ab Ende 2001 war der Escort nur noch für Flottenkunden erhältlich und wurde 2002 komplett durch den Ford Focus ersetzt, der parallel zum Escort bereits seit Ende 1999 auch in Nordamerika verkauft wurde.

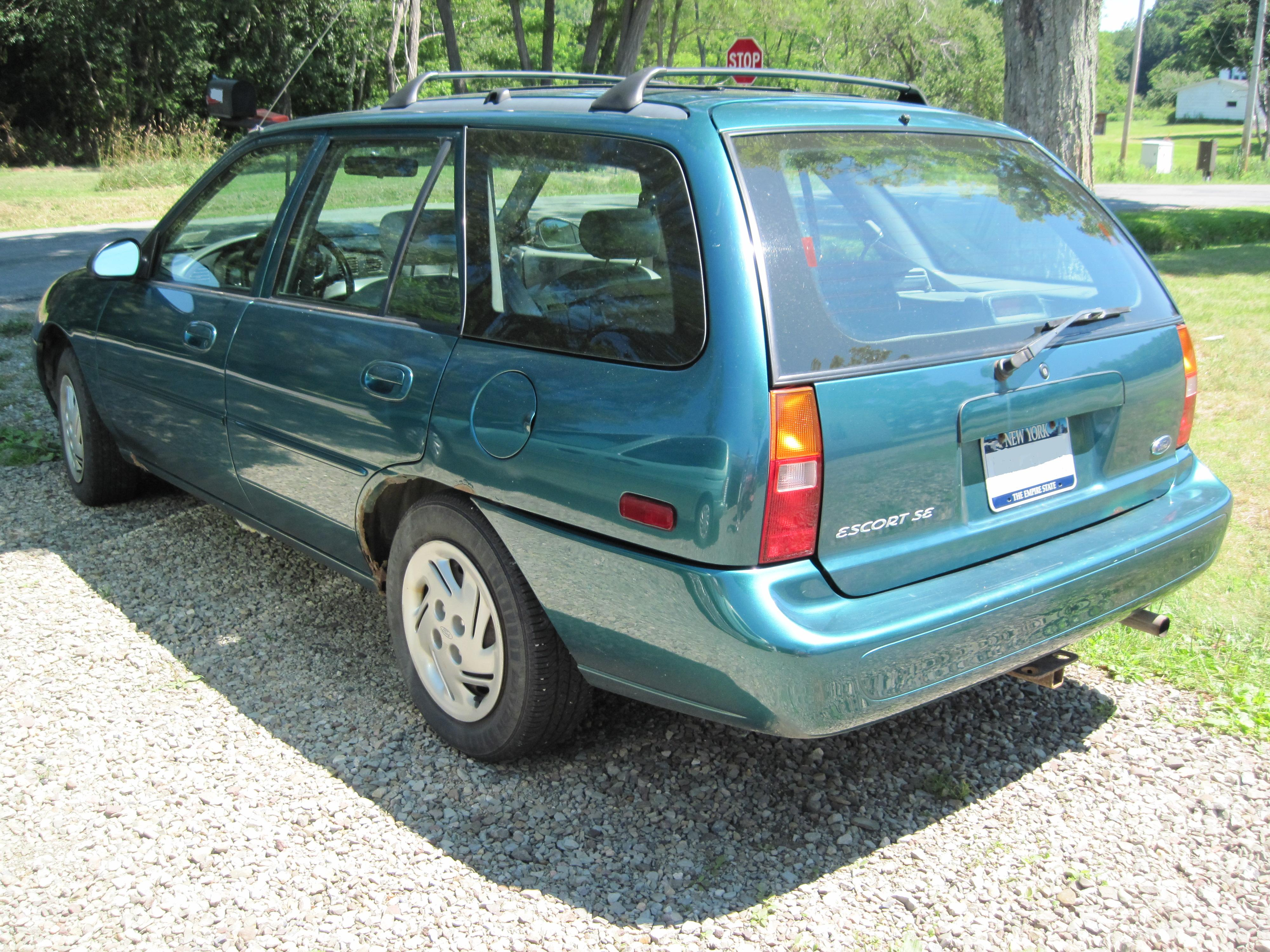
Ford Escort Wagon (1997–2000)

Auf Basis der dritten Escort-Generation wurde von Frühjahr 1997 bis Anfang 2003 ein zweitüriges Coupé unter der Bezeichnung Escort ZX2 gebaut. Im Coupé kam nicht der CVH-Zweiliter der Limousine zum Einsatz, sondern ein DOHC-Zweiliter der Ford-Zetec-Motorenfamilie, der 132 PS (97 kW) leistete.
Ab Ende 2001 entfiel die Bezeichnung Escort und das Coupé hieß nur noch ZX2. Im Sommer 2002 wurde die Frontpartie des Coupés einem Facelift unterzogen, bevor seine Fertigung Anfang 2003 ebenfalls auslief.

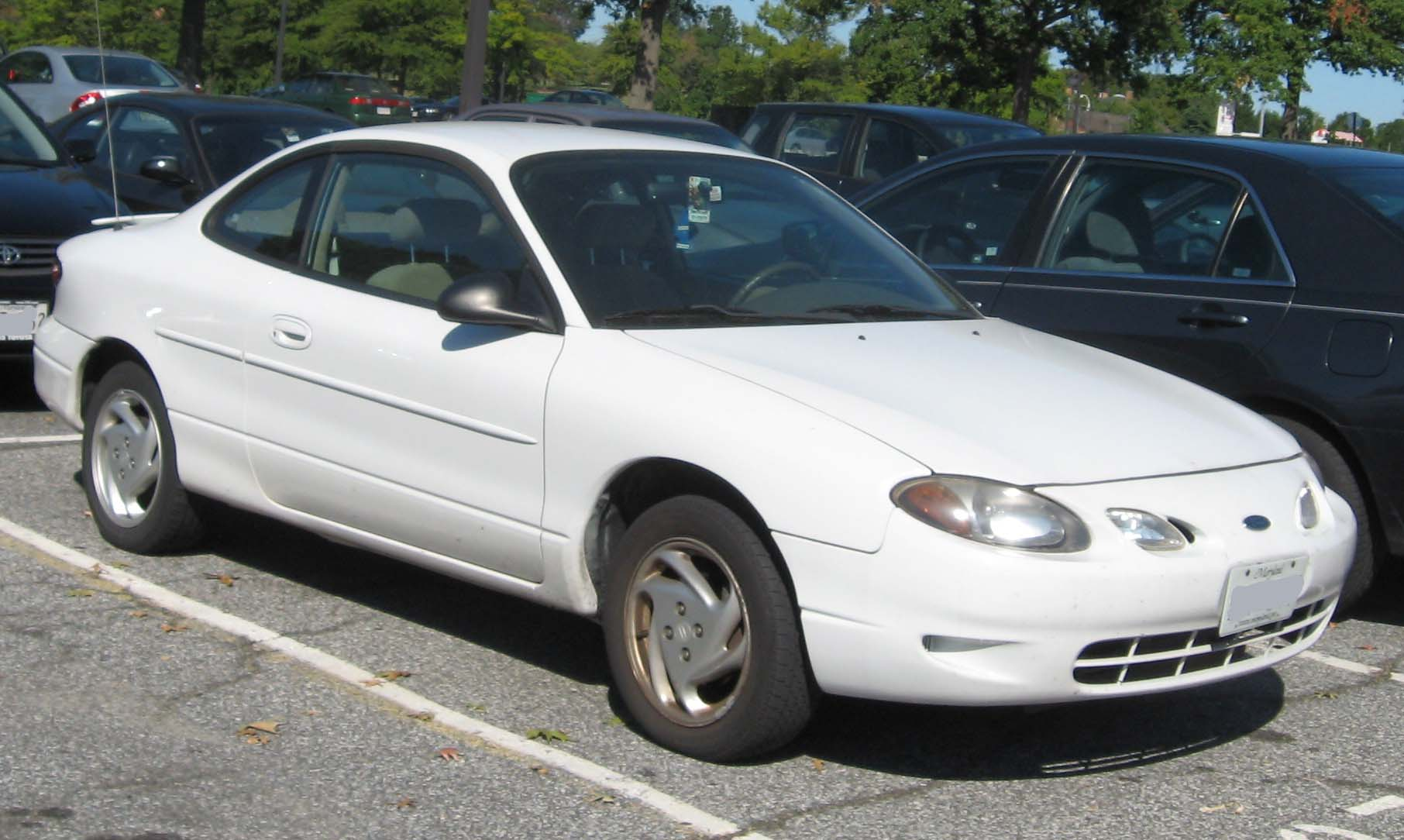
Ford Escort ZX2 (1997–2001)
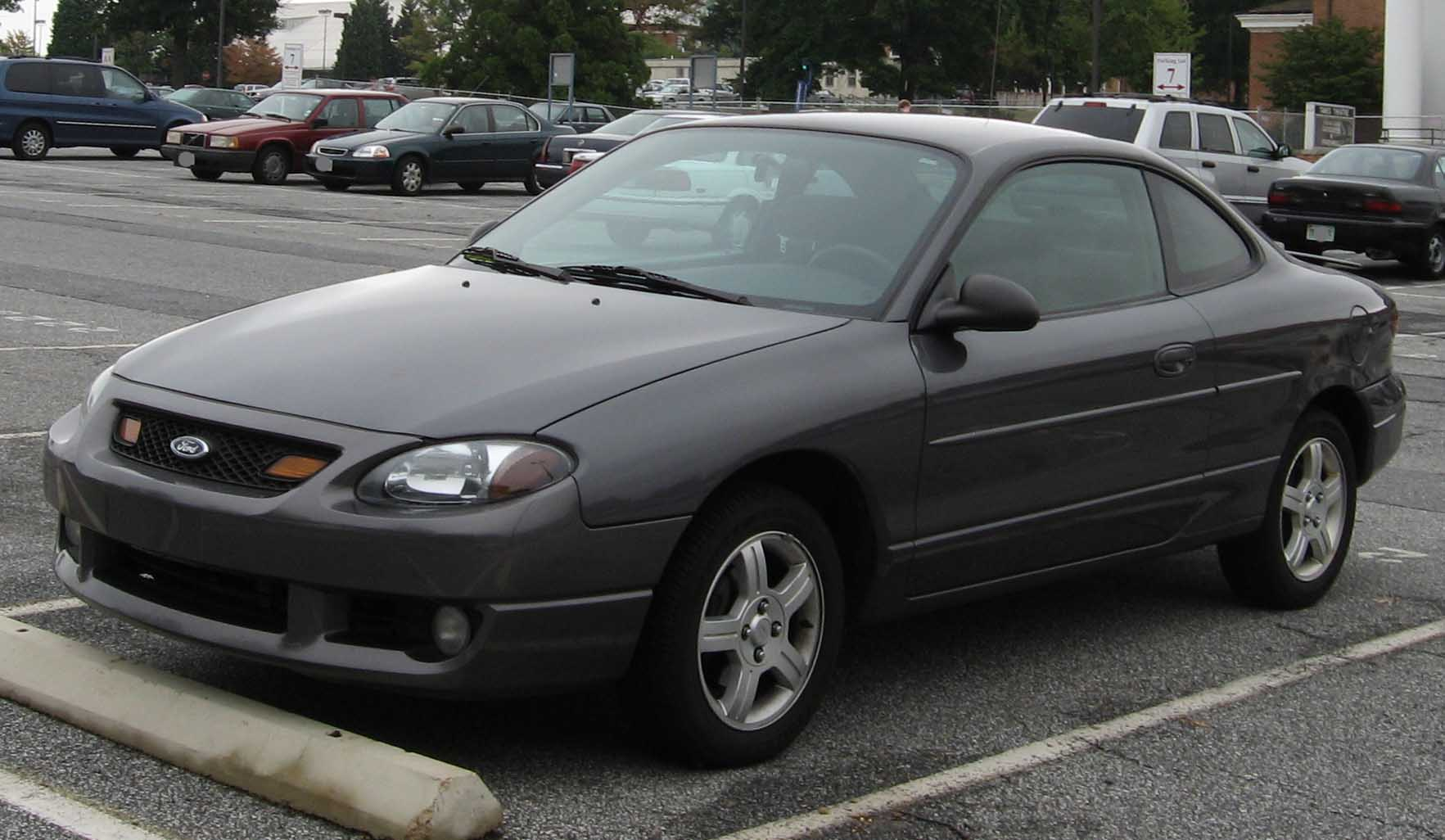
Ford ZX2 (2001–2003)